# Могила непобеждённых
Могила непобеждённых (макед. Могила на непобедените) памятник Второй мировой войны в парке Революции (Спомен паркот на Револуцијата), Прилеп, Республика Македония. Памятник и мемориальный комплекс был построен в 1961 году в честь павших бойцов народно-освободительной борьбы в Македонии. Автором мемориального комплекса является сербский архитектор Богдан Богданович.
Комплекс состоит из мемориальных урн и братских могил погибших воинов. Мемориальные урны изготовленные из мрамора, внешним видом они похожи на античные урны. На вершине самой большой урны, находится символ Вечного огня, который символизирует македонскую народную борьбу за свободу. Во второй части комплекса — склеп, в котором хранятся останки 462 павших партизан из Прилепа и близлежащих мест. Их имена высечены на мраморных плитах.
В 2007—2008 годах комплекс был полностью восстановлен.

## Описание
Парк революции находится в южной части города, по периметру комплекс, окружённый вечнозелёными растениями. В 1961 году, в парке были установленные памятники в честь всех погибших воинов и участников народно-освободительного движения Македонии. В комплексе расположен курган полукруглой формы, внутренняя часть которого вымощенная мраморными плитами. На них высечены имена погибших 462 партизан из Прилеп и близлежащих мест. Перед курганом установлены восемь мраморных мемориальных урн, символизирующих формирование первых партизанских отрядов в Македонии, и их дальнейшее превращение в мощные боевые единицы.
Парк революции был объявлен памятником культурного наследия в 1989 году. В парке находится аллея народным героям, официально открытая в 1961 году. На аллее расположено девять бронзовых бюстов павших народных героев, которые родились в Прилепе: Кире Гаврилоски, Илья Йовановски, Иордан Чопела, Борко Талеский, Кузман Йосифоски-Питу, Мирче Ацев, Борко Велевский, Рампо Левков и Круме Волнароски. 
С 2012 года был принят проект установки ещё четырёх бюстов народных героев с Прилепа — политиков социалистической Македонии: Вера Ацева, Гёре Дамевский, Борко Темелкоски и Крсте Црвенковский.

## Галерея

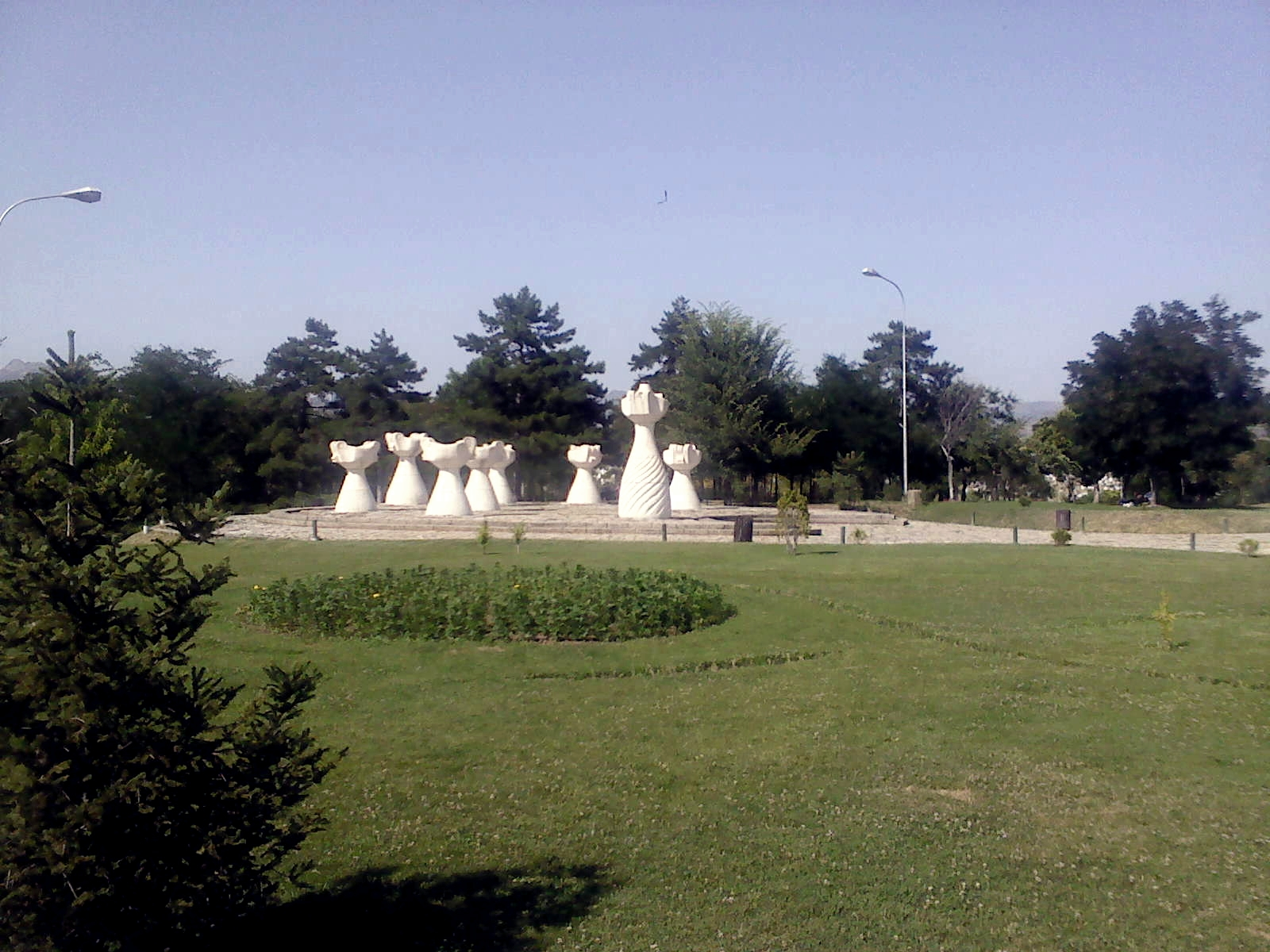
Парк революции и мемориал
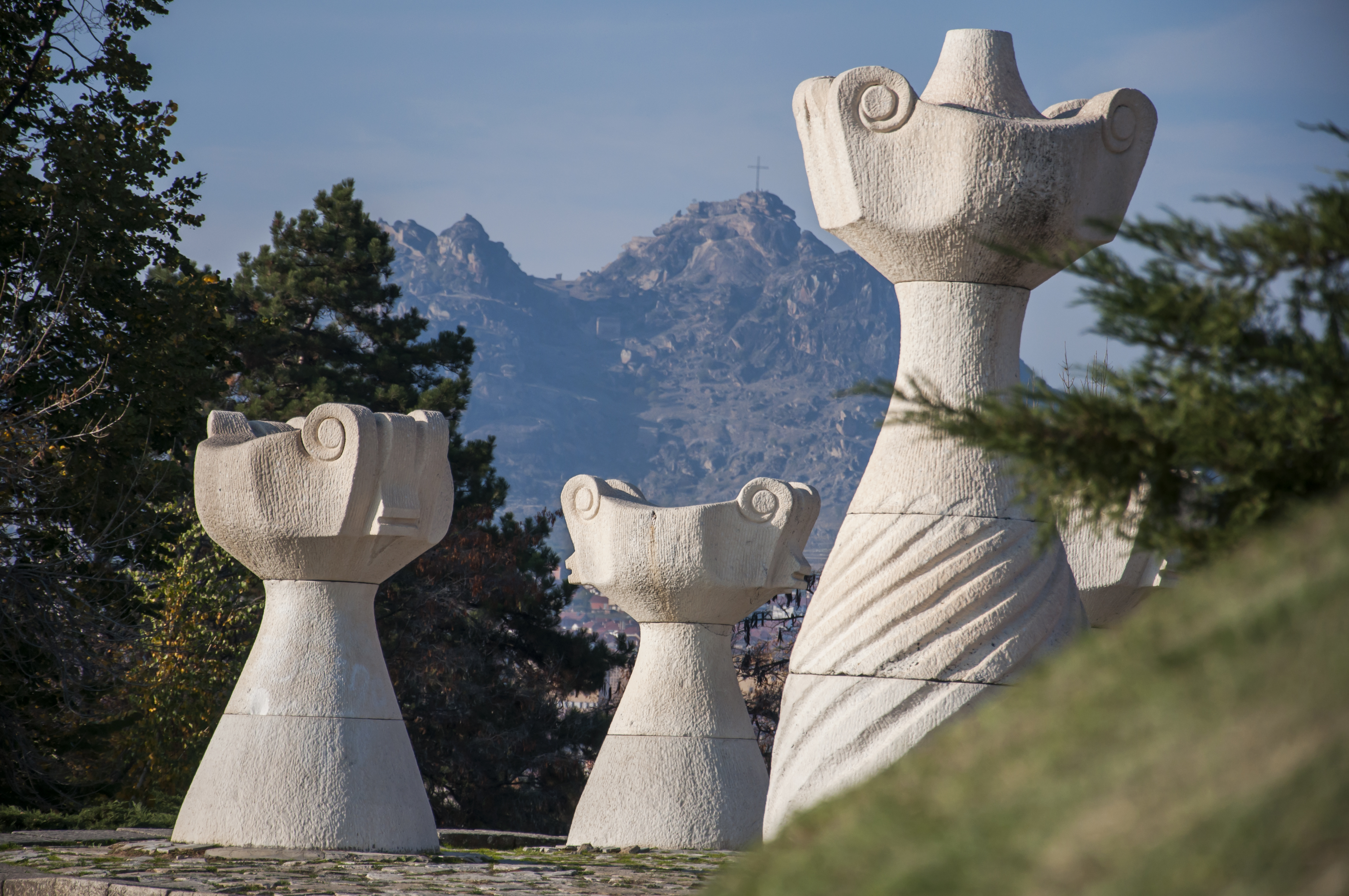
Вид на урны
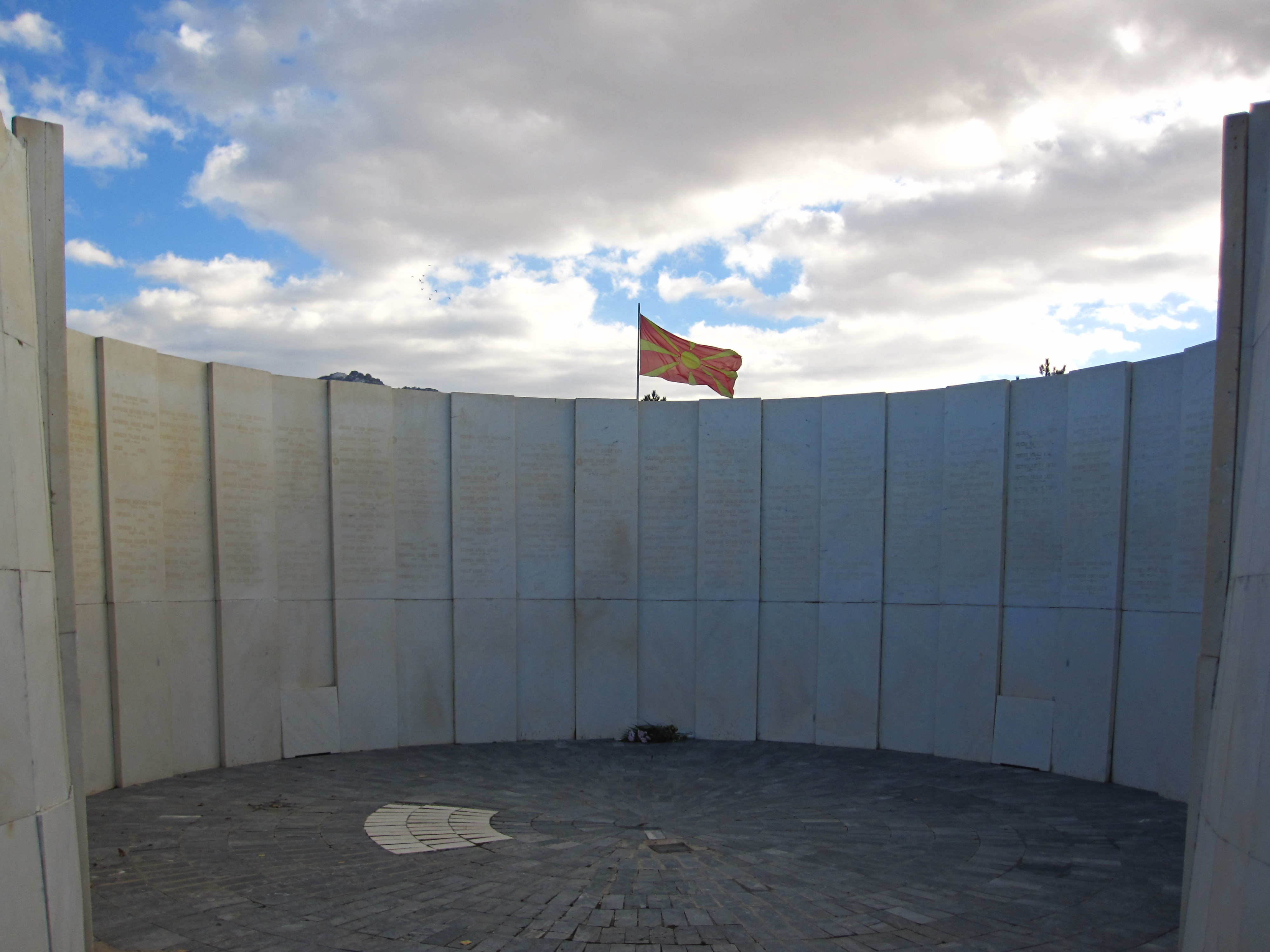
Братские могилы павших воинов.
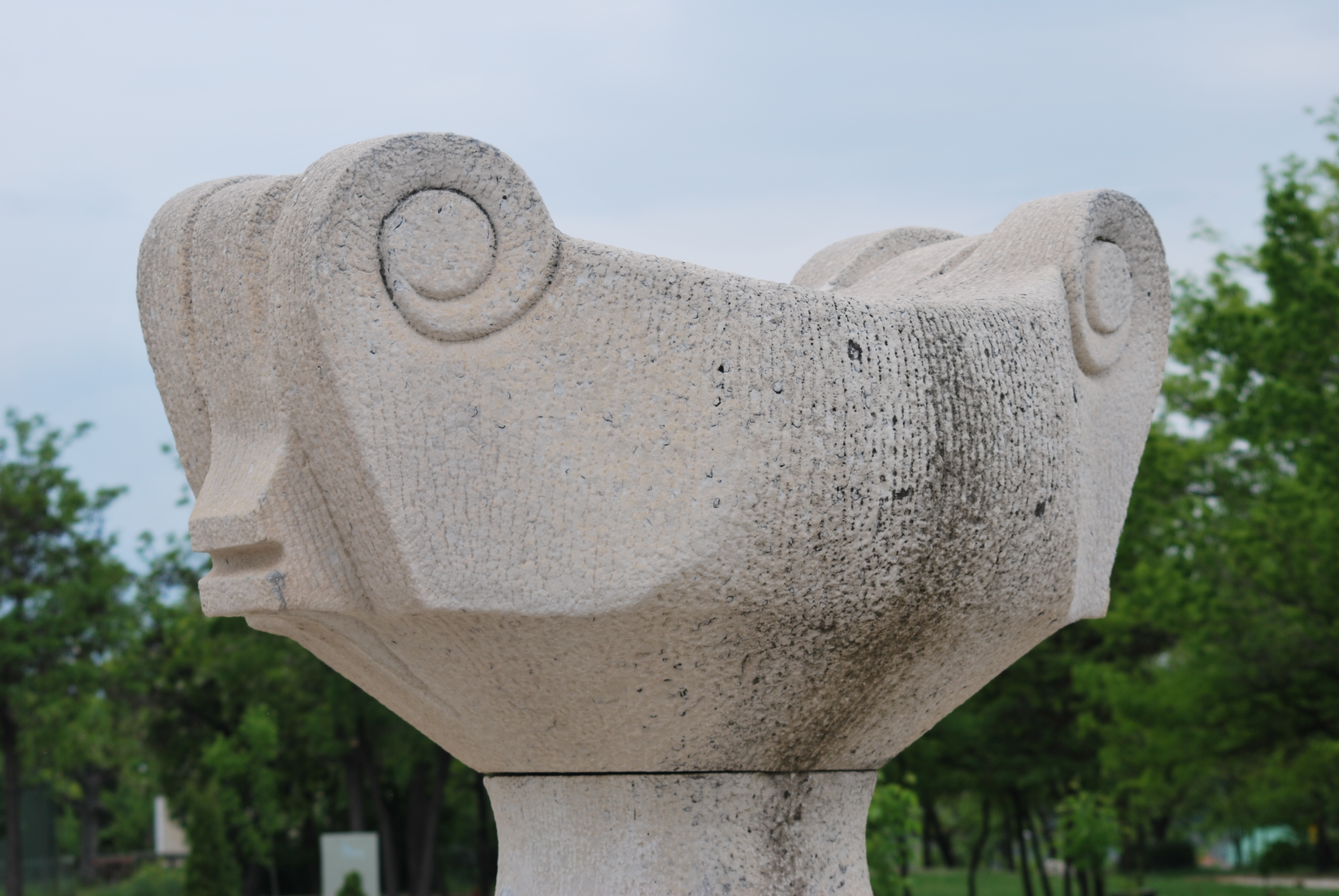
Элемент из одной из урн
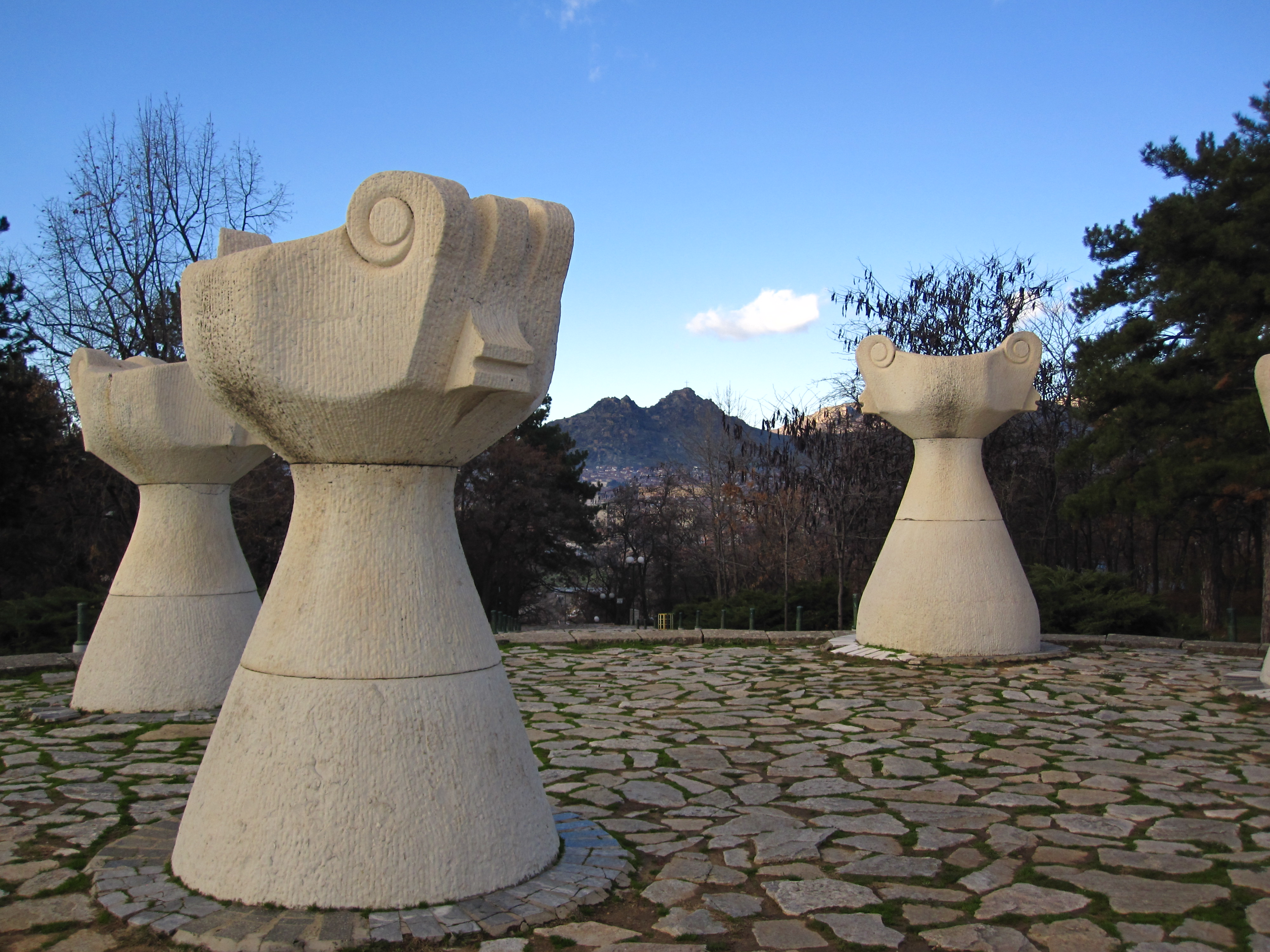
Урны